# Дамцог, Эрнст
Эрнст Пауль Генрих Дамцог (нем. Ernst Paul Heinrich Damzog; 30 октября 1882, Страсбург, Эльзас-Лотарингия, Германская империя — 24 июля 1945, Галле) — бригадефюрер СС, генерал-майор полиции, командир айнзацгруппы 5 в Польше, инспектор полиции безопасности и СД в Позене.

## Биография
Эрнст Дамцог родился 30 октября 1882 года в Страсбурге в семье таможенного служащего Эрнста Генриха Пауля Дацмога (1854—1928) и его супруги Матильды Каролине, урожденной Раух (1859—1927). Получил образование в военном училище для юношей в Аннаберге. В 1912 году в качестве кандидата в комиссары уголовной полиции поступил на службу в полицейское управление в Кёнигсберге. Потом учился в полицейской школе в Ганновере и после сдачи 1 апреля 1914 года экзамена получил должность комиссара уголовной полиции. 
Дамцог участвовал в Первой мировой войне в качестве служащего военной полиции. После войны служил в уголовной полиции Кёнигсберга, Магдебурга и Бреслау, где познакомился с Гюнтером Пачовски. В 1933 году возглавил уголовную полицию в Бреслау. 15 июня 1933 года был принят в ряды СС (№ 36157). Пачовски, возглавивший в начале 1930-х годов главное отделение IV (измена родине и шпионаж) гестапо в Берлине, принял Дамцога на работу клерком. 1 августа 1934 года Дамцог официально стал членом СД. С сентября 1935 года работал в пограничной инспекции Бреслау. 1 мая 1937 года вступил в НСДАП (билет № 5081001). 
После начала Польской кампании стал командиром айнзацгруппы 5 в Польше, которая принимала участие в операции «Танненберг». В задачи айнзацгрупп входила «борьба со всеми антигерманскими враждебными элементами» и уничтожение польской интеллигенции. Подразделение Дамцога было причастно к расстрелам в Грудзёндзе. 23 октября 1939 года занял пост инспектора полиции безопасности и СД в военном округе Позен. Кроме того, был руководителем центра по еврейской эммиграции, в задачи которого входило выселение поляков и евреев с оккупированных территорий. Однако фактически эту роль выполнял его заместитель Рольф-Хайнц Хёппнер. 21 июня 1944 года получил звание бригадефюрера СС и был повышен до генерала-майора полиции. Умер в июле 1945 года в Галле.